# Ornithogalum luschanii
Ornithogalum luschanii är en sparrisväxtart som beskrevs av Otto Stapf. Ornithogalum luschanii ingår i släktet stjärnlökar, och familjen sparrisväxter. Inga underarter finns listade i Catalogue of Life.